# Manuel Fritsch
Manuel Fritsch (geboren 1977 in Toluca, Mexiko) ist ein deutscher Journalist, Spielekritiker und Podcaster. Er ist Mitgründer und Geschäftsführer des Podcasts Insert Moin sowie seit 2019 Mitglied der Jury zum Spiel des Jahres.

## Biografie
Manuel Fritsch wurde 1977 während eines mehrjährigen Aufenthalts seiner Eltern in Mexiko geboren und lebte nach dessen Rückkehr in Stuttgart, wo er auch seine Schulzeit und sein Studium absolvierte. Später zog er nach Freiburg im Breisgau, wo er mit seiner Partnerin und seinen zwei Söhnen lebt.
Er arbeitete 15 Jahre lang in einer von ihm im Jahr 2000 gegründeten Online-Agentur und stieg 2015 aus deren Geschäftsleitung aus, um als freiberuflicher Journalist für Videospiel-Fachmagazine und Zeitungen zu arbeiten. Dabei schreibt er unter anderem für Computermagazine wie GamePro und GameStar wie auch für die auf analoge Spiele spezialisierte Zeitschrift spielbox. Seit Oktober 2023 ist er Chefredakteur des Online-Magazins IGN Deutschland, das er bereits davor kommissarisch leitete. In dieser Funktion leitete und moderierte er auch mehrfach den offiziellen deutschen Stream der Gamescom im Auftrag der Koelnmesse für IGN.
Bereits 2010 gründete er gemeinsam mit Boris Bügling den Podcast Insert Moin, anfänglich unter dem Namen Breakfast at Manuspielt’s, in dem er mit seinem Team mehrfach die Woche über digitale und analoge Spiele und deren Umfeld berichtet. Bis Ende 2024 hatte der Podcast insgesamt 3521 Folgen veröffentlicht bei rund 400.000 Downloads pro Jahr. 2019 wurde Manuel Fritsch Mitglied und Teil der Jury des Vereins Spiel des Jahres. Seit Juli 2023 veröffentlicht er gemeinsam mit dem Chefredakteur Andreas Becker den offiziellen Begleit-Podcast Spielboxcast der Zeitschrift spielbox.